# Hermann Röhrs
Hermann Röhrs (ur. 1915, zm. 2012) – niemiecki pedagog, profesor Uniwersytetu w Heidelbergu oraz działacz pokojowy. Był honorowym członkiem Towarzystwa Pedagogiki Porównawczej i Światowego Związku Odnowy Wychowania. Zajmował się głównie pedagogiką porównawczą oraz historią myśli pedagogicznej.

## Ważniejsze prace
- Tradition and Reform of the University (1987)